# سیمون فورکاد
سیمون فورکاد (فرانسوی: Simon Fourcade‎؛ زادهٔ ۲۵ آوریل ۱۹۸۴) ورزشکار دوگانه اهل فرانسه است.